# Diecezja Bắc Ninh
Diecezja Bắc Ninh (łac. Diœcesis Bacninhensis) – diecezja rzymskokatolicka w Wietnamie. Powstała w 1883 jako wikariat apostolski Północnego Tonkinu. Przemianowana na wikariat Bắc Ninh w 1924. Diecezja od 1960.

## Główne świątynie
- Katedra: Katedra Matki Boskiej Różańcowej w Bắc Ninh

## Lista biskupów
- Antonio Colomer (1883–1902)
- Maximino Velasco OP (1902–1925)
- Teodoro Gordaliza Sánchez OP (1916–1931)
- Eugenio Artaraz Emaldi OP (1932–1947)
- Dominique Hoàng Văn Đoàn OP (1950–1955)
- Paul Joseph Phạm Đình Tụng (1963–1994)
- Joseph Marie Nguyễn Quang Tuyến (1994–2006)
- Cosme Hoàng Văn Đạt SJ (2008–2023)
- Joseph Đỗ Quang Khang (od 2023)